# Pierre-papier
 (mars 2011).
Si vous disposez d'ouvrages ou d'articles de référence ou si vous connaissez des sites web de qualité traitant du thème abordé ici, merci de compléter l'article en donnant les références utiles à sa vérifiabilité et en les liant à la section « Notes et références ».
 (mars 2011).
- Si vous ne connaissez pas le sujet, laissez ce bandeau (vous pouvez alors contacter les auteurs).
- Si vous supprimez le contenu mis en cause (vous pouvez préalablement contacter les auteurs),

argumentez précisément cette suppression dans la page de discussion
(un manque de référence n'est pas un argument ; une recherche réelle de référence doit avoir été effectuée, être formellement documentée).
Pierre-papier est un terme générique qui sert à désigner toutes les formes de placement financier ayant l’immobilier pour support. Initialement, le terme a été utilisé principalement dans les articles de presse consacrés aux SCPI. Il est utilisé désormais dans une acception plus large englobant d’autres instruments financiers cotés ou non cotés.
Il est difficile de dire à quel moment précis ce néologisme est apparu ; vraisemblablement, il a dû naître dans les années 1970 avant d’être employé de façon plus régulière dans les années 80 et 90. Son ou ses auteurs se sont inspirés du concept d’or-papier utilisé pour désigner toutes les formes de placements en or autres que l’achat d’or physique (mines d’or, certificats, trackers, etc.).

## Les différentes formes de pierre-papier
La SCPI ou Société civile de placement immobilier est la forme la plus connue de pierre-papier. Apparue dès le début des années soixante, elle a vu son statut juridique évoluer à plusieurs reprises jusqu’à ces dernières années.
L’OPCI, ou Organisme de placement collectif en immobilier, est né en 2007 de la volonté du législateur de proposer aux épargnants un produit reposant pour l’essentiel sur l’immobilier, mais comportant aussi une part importante de produits financiers facilement cessibles, de façon à offrir un marché secondaire des parts ou actions très liquide.
Les SIIC, Sociétés d’investissement immobilier cotées, sont, comme leur nom l’indique, des sociétés cotées dont le métier est d’investir dans l’acquisition ou la construction d’immeubles à l’usage d’habitation, de commerce, de bureaux ou d’autres activités. Ces sociétés sont régies par un statut fiscal particulier.
Les OPCVM immobiliers sont des SICAV ou des FCP (fonds communs de placement) investis dans des SIIC ou des sociétés cotées ayant une activité voisine  (BTP, promotion immobilière, gestion hôtelière, gestion de résidences pour personnes âgées, etc.). Le financement participatif immobilier (appelé également crowdfunding immobilier) est une nouvelle forme de pierre-papier non cotée apparue en 2011 et permettant d'investir dans la promotion immobilière.

## Les avantages de la pierre-papier
Investir dans un produit financier ayant l’immobilier comme support plutôt que d’investir directement dans un bien immobilier présente plusieurs avantages : 
- La possibilité d’investir des sommes modestes alors qu’un investissement direct dans la pierre conduit généralement à immobiliser des sommes importantes.
- La sécurité que confère la diversification des placements effectués par les sociétés de gestion ; avec la pierre-papier, on n’est pas propriétaire d’un immeuble qui peut se révéler peu rentable, on possède des parts de fonds investis dans un nombre plus ou moins élevé d’immeubles.
- La possibilité de céder ses parts ou ses actions plus facilement qu’un immeuble.

## Les inconvénients de la pierre-papier
- Comme pour tous les placements effectués par l’intermédiaire d’un véhicule spécialisé, on ne maîtrise pas directement son investissement ; on doit faire confiance à une équipe de gestion, dont la rémunération vient amputer les gains.
- La liquidité des placements dans la pierre-papier non cotée n’est pas aussi grande que celle d’un placement en Bourse.
- Le placement en pierre-papier cotée est parfaitement liquide, mais les mouvements peuvent être très rapides et de grande amplitude. Le caractère immobilier du placement ne doit pas faire croire à un produit « solide comme la pierre »[1].

Avec ses avantages et ses inconvénients, ce placement bénéficie de l’aversion au risque dans les phases de grande volatilité des marchés ou de crainte d’une accélération de l’inflation. Surtout dans sa forme non cotée, il s’agit d’un investissement de longue durée, que l’on ne peut recommander pour une durée inférieure à six ou sept ans. Dans les faits, on constate qu’il attire particulièrement les épargnants soucieux de toucher des revenus réguliers à leur retraite.